# Capillogryllus exilipalpis
Capillogryllus exilipalpis is een rechtvleugelig insect uit de familie krekels (Gryllidae). De wetenschappelijke naam van deze soort is voor het eerst geldig gepubliceerd in 2003 door Xie & Zheng.